# True Crime: Streets of LA
True Crime: Streets of LA è un videogioco d'azione 3D sviluppato da Luxoflux e pubblicato da Activision nel mese di novembre del 2003 per console e quasi un anno dopo per PC. Primo capitolo della Serie True Crime, è il prequel del più famoso True Crime: New York City, sviluppato sempre da Luxoflux e pubblicato nel 2005.
Uno dei primi giochi d'azione ambientato in mondo aperto dopo Grand Theft Auto III, True Crime: Streets of LA si concentra sul lato opposto a quello della serie Grand Theft Auto, infatti invece di impersonare un pericoloso criminale, come accade sempre in GTA, si dovrà controllare un uomo di legge, l'agente di polizia Nick Kang e si ha il compito di catturare i criminali e completare missioni per la polizia.
True Crime è stato denominato "the GTA III clone where you play a cop" cioè il clone di GTA III dove bisogna giocare nei panni di un poliziotto, infatti, come in GTA, il giocatore può causare il caos in tutta la città e proseguire la storia principale a proprio piacimento. Tuttavia, poiché il gioco si concentra sul lato opposto della legge, commettere crimini simili in True Crime: Streets of LA avrà conseguenze meno gravi rispetto ai giochi di Grand Theft Auto, ma comporterà alla perdita dei punti "Poliziotto Buono". Se il giocatore dovesse perdere tali punti, il suo rango nelle forze dell'ordine scende, fino ad essere allontanato dalle forze di polizia del tutto e se questo dovesse accadere il giocatore è costretto a compiere delle azioni da buon poliziotto al fine di farsi accettare, nuovamente, nelle forze di polizia. La quantità in possesso di questi punti determinerà il finale del gioco.

## Trama
Il giocatore assume il ruolo di Nick Kang, un giovane detective cinese ed americano e la disgrazia di ogni capo della polizia, a causa dei suoi metodi poco ortodossi e molto distruttivi per risalire ed acciuffare i criminali. Quando il gioco inizia, Kang torna a Los Angeles, dopo essere stato sospeso per aver continuato delle indagini anche se ciò era stato proibito dai suoi superiori.
Kang si trova al poligono di tiro della polizia, quando entra in scena il capo dell'E.O. D (Elite Operations Division) Wanda Parks. Parks accoglie Nick e chiede il suo aiuto per risolvere i vari problemi nel quartiere di Chinatown. Nick è disinteressato del caso, volendo concentrarsi sulle sue questioni personali, ma viene costretto da Wanda Parks quindi accetta la proposta di Parks, ma a una condizione, nonostante la sua reputazione, condurrà le indagini a modo suo.
Viene affiancato da Rosie Velasquez e quando lui sottolinea scherzosamente come lei sia una "Brava ragazza", Rosie risponde con rabbia che lei prima di diventare un detective faceva parte di una banda di criminali latino-americani. Come altri nel dipartimento, anche Rosie è a disagio con Nick e la sua reputazione, e afferma che se lui dovesse creare nuovamente dei guai lei non vorrà essere trascinata in essi.
Il motivo perché Nick dapprima rifiutò il caso e subito dopo lo accettò è personale, suo padre, Henry Wilson era stato un eccellente poliziotto che era stato coinvolto in un'operazione nel traffico di droga negli anni settanta. Un giorno, scomparve e non venne mai ritrovato e dopo qualche giorno gli Affari Interni trovarono una scorta di cocaina nel suo armadietto che diede la spiegazione all'improvvisa scomparsa del padre di Nick, che non accettò mai tale scandalo.
Rosie viene a sapere del passato del suo compagno, Nick quando sua madre morì e il padre scomparve, Nick e suo fratello Cary avevano viaggiato ad Hong Kong per cercare un po' di conforto. Nick tornò in America per vendicarsi mentre risolveva altri casi. I suoi metodi sono cresciuti sempre più spericolatamente nella sua ricerca di giustizia personale. Cambiò il suo cognome in Kang quando suo padre morì per legarsi a piccole bande cinesi allo scopo di scoprire la verità su suo padre. Durante il gioco bisognerà affrontare i teppisti della Triade, ma anche signori del crimine come Jimmy Fu, Big Chong, il misterioso e leggendario Ancient Wu, Rocky (un membro dell'Organizatsya) e Han Yu Kim (un generale dell'Armata Popolare Coreana).

### Finali
Nel gioco, la trama può prendere tre strade differenti: Cattiva, Media e Buona. Le azioni di Nick influenzeranno il percorso della trama. Ad ogni fine percorso ci sarà uno scontro finale in base alla strada intrapresa.
- Finale cattivo: Nick affronta Han Yu Kim nella parte superiore di un grattacielo. Se Nick perde l'incontro, viene gettato di sotto dal grattacielo; se invece vince, ottiene tutte l'informazioni dal generale.

- Finale medio: Cary muore, e Rosie viene rapita da Rocky, che costringe Nick a guidare un furgone blindato pieno di banconote false fino a Chinatown Plaza, in cambio della sua vita. Dopo aver ucciso le guardie del generale, Nick e Rocky si battono in un duro scontro. Se Nick perde, lui muore e Rocky scappa con il denaro, mentre se Nick vince, Rocky, prima di sferrare il colpo finale, viene ucciso da Rosie. Prima del finale, Rocky aveva rivelato di conoscere tutta la verità su suo padre, ma la verità è morta insieme a lui.

- Finale buono: Dopo aver combattuto nelle prove di Ancient Wu, la verità viene svelata: Rocky è ex membro del KGB, che divenne criminale appena ci fu l'occasione insieme a Rafferty, ex partner del padre di Nick. Kang rintraccia i due al Sant Monica Airport, ma viene sorpreso da Jill, la fidanzata di Rocky, che lo stordisce. Portato da Rocky, quest'ultimo gli rivela il resto della storia: quando Henry Wilson si rifiutò di allearsi con Rocky e Rafferty, Rocky gli sparò in testa e gettò il suo corpo in mare. Nick uccide Rocky facendo esplodere il suo jet ed infine arriva il generale spiegando che i russi hanno rubato i soldi. Se Nick Kang perde, lui muore e il generale fugge, mentre se invece vince, il generale muore ed arriva la polizia.

## Personaggi
- Nicholas "Nick" Kang-Wilson: anche se è stato recentemente sospeso a tempo indeterminato dalle forze di polizia a causa di ripetuti incidenti di brutalità eccessiva, danni alle proprietà e rifiuti di eseguire gli ordini, Nicholas Kang è stato reclutato nell'EOD come agente. Kang è abile nelle arti marziali e la sua abilità è eguagliata solo dalla sua capacità di guidare come uno stuntman professionista e maneggiare sapientemente armi da fuoco.
- Rosie Velasco: ex-membro di una gang, Rosie Velasco è determinata a dimostrare che è degna del suo distintivo, ma purtroppo per lei viene affiancato da Nick Kang ed infatti non è molto felice di controllare le strade con una mina vagante come Kang. Doppiata da Michelle Rodriguez
- Wanda Parks: è il capo detective della polizia di Los Angeles e capo dell'Elite Operations Division, con giurisdizione su tutta la Città degli Angeli. Ha due decenni di esperienza ed è uno degli ufficiali più ben rispettati nel LAPD.
- George: un vecchio amico di Henry, e una figura paterna e mentore di Nick. Egli rivela i retroscena della famiglia Wilson a Rosie, e funge da narratore all'inizio e alla fine della storia di Nick. Doppiato da Christopher Walken.
- Rasputin "Rocky" Kuznetskov: non si sa molto su Rocky, e all'inizio del gioco non si sa se è un membro della mafia russa o se è coinvolta la Triade. Mentre il gioco procede, si scoprono più cose su questo personaggio, tra cui le sue abitudini peculiari. Doppiato da Gary Oldman.
- Agente FBI Paul Masterson: viene chiamato per sorvegliare il caso per cui sta lavorando l'EOD in tutto il gioco. Non gli piace lavorare con l'EOD, soprattutto a causa di Nick. Doppiato da Gary Oldman.
- Don Rafferty: un vecchio amico e partner di Henry, quando stavano lavorando al caso della droga, conosceva i fratelli Kang. Viene infine rivelato che è stato plagiato da Rocky, e se ne andò insieme a lui con il suo traffico di droga e le operazioni di riciclaggio di denaro. Anche se Rafferty ha tentato di plagiare Henry, Henry ha rifiutato ed è stato successivamente ucciso.
- Misha: guardia del corpo di Rocky, lo si incontra un paio di volte in tutto il gioco. A seconda del percorso intrapreso dal giocatore, ci si può scontrare con lui. In un finale, viene ucciso da un vendicativo Nick, in risposta all'uccisione di suo fratello da parte di Rocky. Misha prima appare come ospite balneare nel centro benessere. La sua successiva apparizione è nel finale medio quando Nick lo uccide. Nel finale cattivo invece potrebbe morire con il collo rotto, fulminato a morte o fucilato, mentre nel finale buono viene proiettato fuori dal balcone invece di essere arrestato semplicemente.
- Misha 2: un altro scagnozzo di Rocky, questo Misha sembra uno dei sicari russi normali. Losi vede per la prima volta nella Spa quando il giocatore non riesce a superare la missione furtiva o a sconfiggere i bagnanti. Misha interroga Nick, ma quest'ultimo lo stordisce lanciando verso di lui una panca che lo colpisce in testa. Si rivede in qualità di guardia del corpo di Rocky nel Gulag.
- Ricky: il DJ al Gulag. Quando Nick vista il Gulag, Ricky lo scopre ed inizia uno scontro a fuoco. A quanto pare sopravvive allo scontro, dato che si vede altre due volte durante il gioco. Nella missione alternativa, "Back Alley Brawl", due dei portieri del club e Ricky portano Nick nel vicolo sul retro e lo impegnano in un combattimento, ma Nick batte tutti e tre. In un'altra missione alternativa, Nick cerca Rocky all'interno del Gulag di nuovo. Ricky e altri due teppisti russi lottano contro Nick, ma Nick li batte, interroga poi uno di loro.
- Chyort: nuova guardia del corpo di Rocky nel finale intermedio dopo che Misha viene ucciso. A quanto pare non si fida della Triade.
- Han Kim Yu: Un generale nordcoreano che cerca di rafforzare la posizione del suo Paese sulla scena mondiale con mezzi illegali. A tal fine, lavora con Rocky e le sue connessioni mafiose, così come la Triade. Lo si vede in tutti e tre finali, e combattuto come l'ultimo boss in due di essi, ma i suoi obiettivi si rivelano soltanto nel finale vero. L'immagine del personaggio è basato su Kim Jong-il.
- Ancient Wu: Questa figura misteriosa pare sia il creatore della Triade, anche se molti lo vedono solo come un mito o una leggenda. Tuttavia, Nick viene a sapere la verità di questa leggenda. Più tardi, egli si scopre essere il mentore di Nick che spesso lo aiuta a fuggire da situazioni difficili.
- Jimmy Fu: è un signore minore del crimine della Triade, che lavora per Big Chong. Nick si intrufola nel suo deposito, ma è intrappolato e costretto a sparare sulla sua strada attraverso gli uomini di Jimmy. Dopo aver ucciso i suoi aggressori, Nick è in procinto di mettere alle strette Jimmy, ma è costretto a difendersi da un cecchino determinato a mettere a tacere Fu. Se Kang fallisce, il giubbotto antiproiettile lo salva, ma Jimmy viene ucciso, e Nick viene sgridato da una furiosa Rosie che rivela le ultime parole di Jimmy come il collegamento successivo nel caso. Se Kang uccide il cecchino, Jimmy viene arrestato, e sotto un interrogatorio molto pesante rivela il nome del suo capo: Big Chong.
- Big Chong: un signore del crimine della banda di Ancient Wu, Nick lo segue dalla sua casa al Hotel Cyrus in cui Nick si perde. Nick scopre poi fuori che è al centro benessere russo, dove avrà un incontro con Rocky. Nick salta poi da dove sta spiando Rocky e spara verso Chong. Chong esce salvo, ma viene ucciso nel successivo scontro a fuoco.
- Cary (Kang) Wilson: fratello minore di Nick, proprietario di una grande catena di Dojo in tutta la città, dove Nick può migliorare la sua capacità di combattere. Nick è molto protettivo nei confronti di suo fratello minore che, per amore di suo padre, egli ha giurato di difendere con la sua vita.
- Jill: la fidanzata di Rocky, che usa il suo fascino per intercettare e portare Nick fuori strada più di una volta. Appare nel filmato introduttivo e varie altre volte attraverso il gioco.
- Snoop Dogg: il famoso rapper statunitense è un personaggio sbloccabile e giocabile. Lo si sblocca collezionando tutti e 30 i "Dogg Bones" sparsi in tutta Los Angeles o semplicemente inserendo un codice.

## Los Angeles

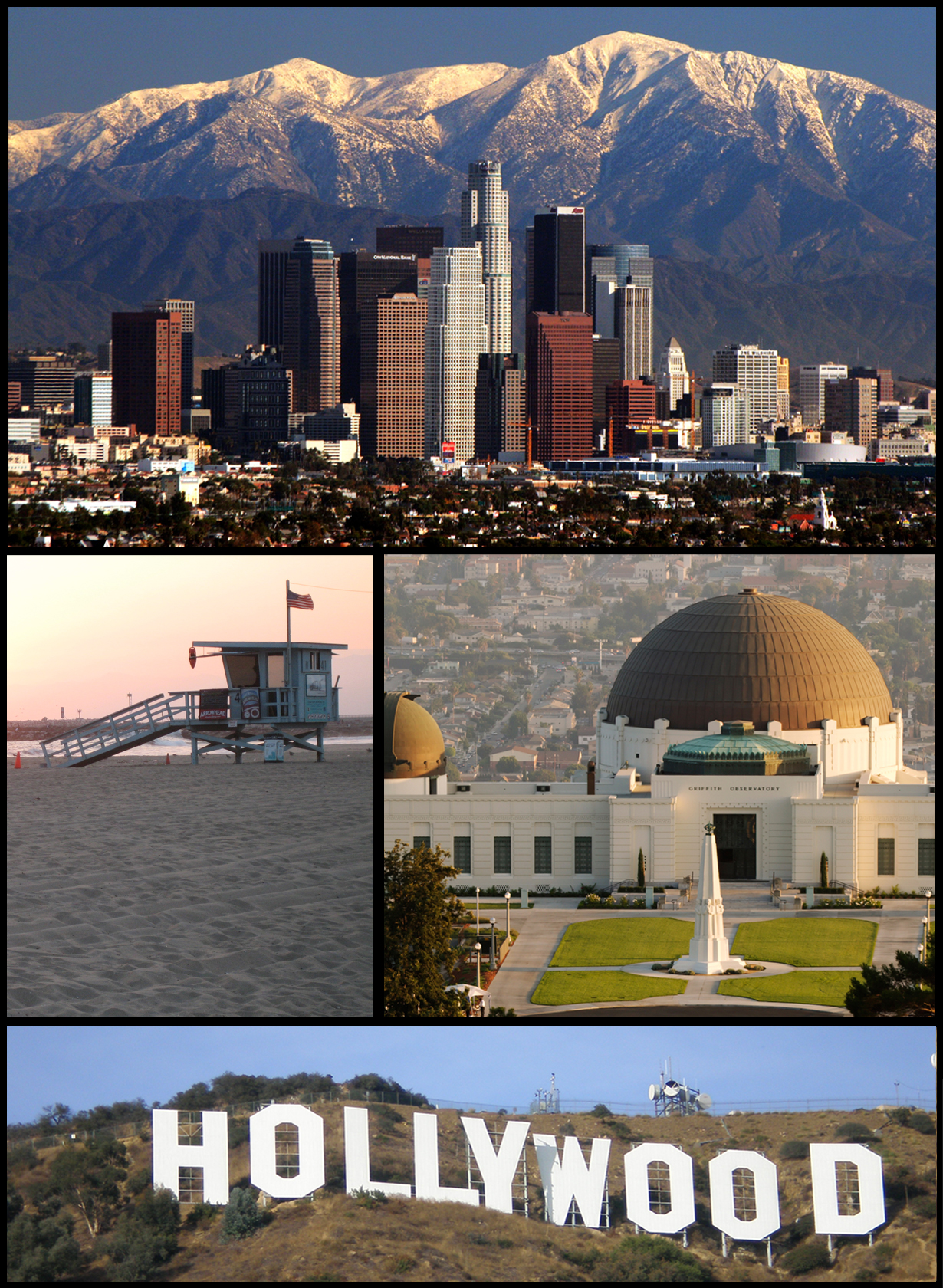
Los Angeles.

Il gioco presenta una gran parte di Los Angeles, all'incirca 620 chilometri quadrati. Sono presenti la maggior parte dei luoghi di Beverly Hills e Santa Monica. Tuttavia, ci sono quartieri non accessibili che circondano la mappa del gioco. Il giocatore non può entrare in queste parti della città, e se il giocatore prova nel tentativo viene portato sulla strada più vicina nel gioco. Nel gioco sono presenti le caratteristiche principali e più famosi punti di riferimento di Los Angeles, come la U.S. Bank Tower, l'insegna Hollywood, il molo di Santa Monica e Marina del Rey.

## Colonna sonora
True Crime: Streets of LA è la colonna sonora del videogioco ed è stata pubblicata l'11 novembre 2003 dalla Koch Records, prodotta da artisti tra cui DJ Quik, Battlecat, Sway & King Tech e Goldfingaz. La colonna sonora è stata composta da produttori come Big Swoop, Bright Riley e Chris Archer. L'album è caratterizzato dalla presenza di tutti rapper della West Coast come Snoop Dogg, Westside Connection, Warren G, Bishop Lamont e Jayo Felony. L'album ha raggiunto la posizione 100 alla classifica Top R&B/Hip-Hop Albums e la posizione numero 42 alla classifica degli Independent Albums.
Tale colonna sonora ha vinto nel 2004 il Billboard Digital Award/ Best soundtrack in un Videogioco ed è stato nominato per il Best Soundtrack To a Video Game agli MTV Video Music Awards 2004. La canzone "Dance With Me" è stata proposta in radio come singolo di quest'album, mixata da Rich Niles, questo titolo è stato prodotto da Snoop Dogg e Quazedelic.

### Tracce
1. Dance With Me (2:57) - Snoop Dogg
2. Not like you (2:37) - Systematic

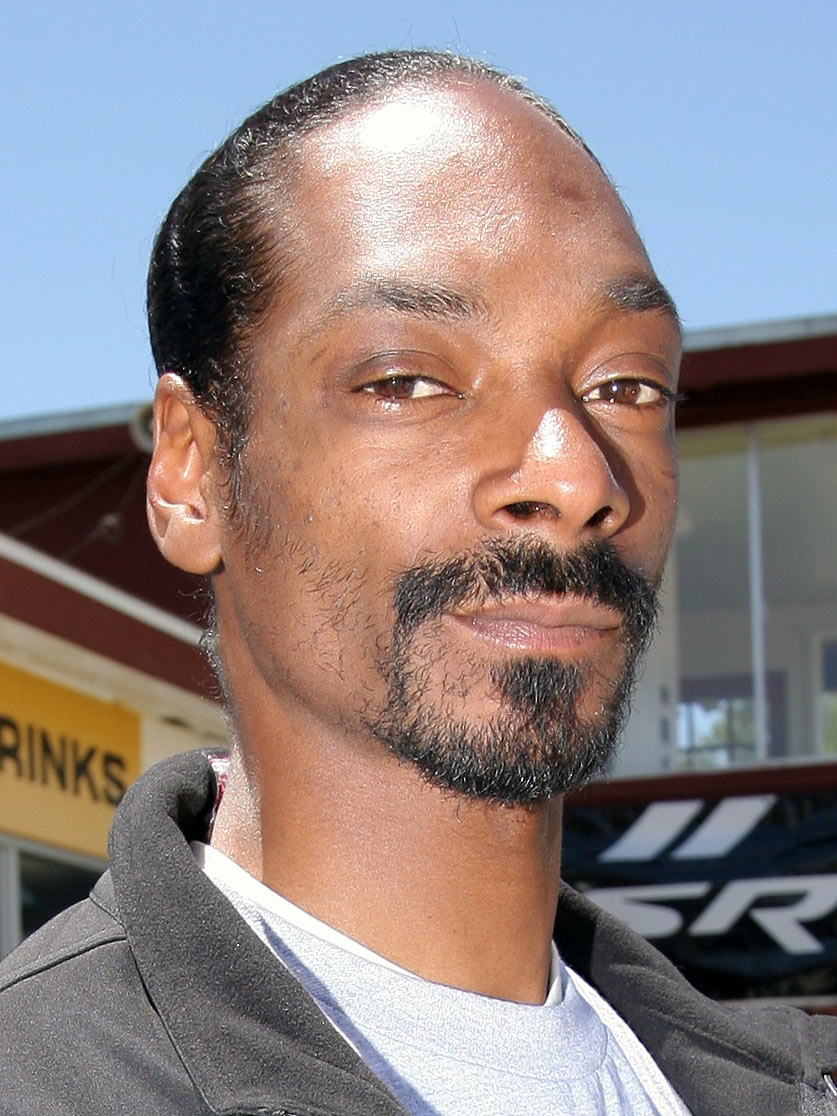
Snoop Dogg, autore del singolo Dance With Me della colonna sonora e personaggio giocabile

3. Terrorist Threats (2:29) - Westside Connection
4. Don't Fight the Pimpin' (3:07) - Suga Free
5. What U Wanna Do (4:08) - Warren G, RBX
6. True Crime Remix (4:06) - Young Dre The Truth, Bishop Lamont
7. I'll Do Anything (3:18) - Damizza, N.U.N.E.
8. Thug Night (4:17) - Jayo Felony
9. Hollywood (4:20) - Bizzy Bone
10. Drinks in the Air 3:11 - Hollywood
11. Don't Do the Crime (4.17) - Kam, Cavie, Above the Law
12. Legends (3:54) - Boo-Yaa T.R.I.B.E.
13. They Don't Know (3:47) - Dee Dimes, Bigg Swoop
14. Flow (4:04) - Sly Boogy
15. This Is How We Live (4:24) - Lil 1/2 Dead, Kon-Troversy, Quicktomac
16. We Don't Stop (3:27) - Soul Star
17. Can't Fuck With Us (4:23) - Tray Deee, Mr. Short Khop, Threat
18. Do Time (4:02) - Pomona City Rydaz, Lil 1/2 Dead
19. Roll Wit Me" (3:08) - Young Billionaires
20. Cali Folks (4:06) - Stylistik
21. Lets Get It Crackin' (3:42) - Lil Eazy E, RizzyBoy
22. Dangerous (4:20) - Dr. Stank ft. Butch Cassidy